# Ted Huang
Wei Theodore „Ted“ Huang (* 4. Juli 1970 in Los Altos Hills) ist ein ehemaliger US-amerikanisch-taiwanischer Straßenradrennfahrer und Windsurfer.

## Leben
1996 und 2000 nahm Ted Huang für Taiwan am Windsurfwettbewerb der Olympischen Sommerspiele teil; 1996 wurde er Neunter und 2000 belegte er Platz 13.
Ted Huang gewann 1999 ein Radrennen in Los Gatos. 2003 wurde er Profi bei dem US-amerikanischen Webcor Cycling Team. In seinem ersten Jahr dort gewann er den Univest Grand Prix und er wurde Zweiter beim Pine Flat Road Race. In der Saison 2006 gewann er das Orosi Road Race und wurde Dritter der Gesamtwertung bei dem Etappenrennen Cougar Mountain. 2007 entschied Huang den Ross Hill Climb für sich.
Huang ist mit der amerikanischen Meisterin von 2004 und WM-Bronzemedaillengewinner von 2006 im Einzelzeitfahren Christine Thorburn verheiratet.

## Erfolge
2003
- Univest Grand Prix

## Teams
- 2003 Webcor Cycling Team
- 2004 Webcor Cycling Team
- 2005 Webcor Builders Cycling Team